# Johann Wilhelm Bentinck, 1. Earl of Portland
Johann Wilhelm (Hans Willem) Bentinck, 1. Earl of Portland KG, PC (* 20. Juli 1648 in Diepenheim; † 23. November 1709 in Bulstrode Park, Buckinghamshire) war ein niederländisch-englischer Höfling und Diplomat unter Wilhelm III. von Oranien, zu dessen engsten Vertrauten er zählte.

## Leben

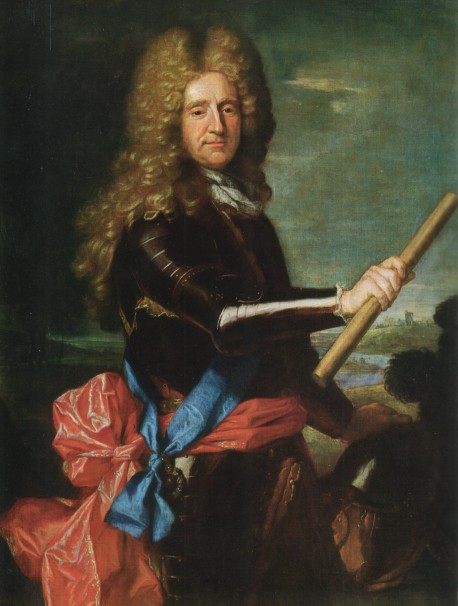
Johann Wilhelm (Hans Willem) Bentinck, 1. Earl of Portland, Ölgemälde von Hyacinthe Rigaud um 1699

Er stammte aus der geldrischen Adelsfamilie Bentinck und war der dritte Sohn von Baron Bernard Bentinck (1597–1668), Herr von Diepenheim und Schoonheten (in der niederländischen Provinz Overijssel), und dessen Ehefrau Anna van Bloemendaal (1622–1685). Er wurde am Binnenhof in Den Haag gemeinsam mit dem ein Jahr jüngeren Wilhelm von Oranien (dem späteren englischen König Wilhelm III.) erzogen. Ab 1659 studierten die beiden sieben Jahre gemeinsam an der Universität Leiden. Als Wilhelm 1675 an den Pocken erkrankte, pflegte Bentinck ihn. Zeitlebens verband beide eine besondere Freundschaft. Er studierte auch an der Universität Oxford und erwarb dort 1670 den Abschluss eines Doctor of Civil Law.
Ab 1668 diente er als Kornett in einem niederländischen Kavallerieregiment und stieg 1675, während des Niederländisch-Französischer Krieges, zum Oberst eines eigenen Kavallerieregiments auf. 1675 erwarb er das Catshuis in Den Haag. 1677 fuhr er erstmals im Auftrag Wilhelms nach England, um dort für diesen die Heirat mit Mary zu vermitteln, der Tochter Jakobs, Duke of York, des späteren Königs James II. In den folgenden Jahren folgten weitere Besuche in England.
In den Jahren 1687/1688 bereitete er durch weitere Besuche die Landung Wilhelms vor, die dann zur Glorious Revolution führte. Bentinck war auch für die logistische Vorbereitung der Invasion verantwortlich und begleitete Wilhelm 1688 nach England. Im Februar 1689 wurde er Mitglied des Privy Councils und am 9. April 1689 wurde er als Earl of Portland, Viscount Woodstock und Baron Cirencester in den englischen Adelsstand erhoben. In der Schlacht am Boyne kommandierte Bentinck einen Teil der Kavallerie. Auch im Pfälzischen Erbfolgekrieg nahm er an mehreren Schlachten teil, so an der Schlacht von Neerwinden, wo er verwundet wurde, und 1695 an der Belagerung von Namur. Zwei Jahre später half er dann mit, den Frieden von Rijswijk zustande zu bringen.
Nachdem er noch 1698 als Botschafter nach Paris gegangen war, legte er im Frühjahr 1699 seine Hofämter nieder aus Eifersucht auf einen anderen Günstling Wilhelms, Arnold van Keppel, 1. Earl of Albemarle, und führte nur noch die Unterhandlungen mit Frankreich durch Abschluss des zweiten Teilungsvertrags über die spanische Monarchie zu Ende. Der König überschüttete ihn trotz Albemarles Bevorzugung weiterhin mit Geschenken, so erhielt er fast 550 km² Land in Irland. Deswegen und weil er zeitlebens ein Ausländer in England blieb, war er im Lande außerordentlich unbeliebt. Er wurde deswegen 1701 von dem Unterhaus angeklagt, doch ließ man später die Anklage wieder fallen. Es scheint, dass Bentinck und Wilhelm eine homosexuelle (oder bisexuelle) Beziehung oder jedenfalls gemeinsame Neigung verband, wie es auch bei Albemarle angenommen wird; Liselotte von der Pfalz, die Schwägerin des Sonnenkönigs und selbst Ehefrau eines kaum verhüllt homosexuell lebenden Ehemanns, schreibt 1705: „Nichts ist ordinarier (normaler) in Engellandt, alß dießes laster, wie ich von Englander selber weiß. Auch alle die, so mitt mylord Portlandt nach Paris kamen, haben ein abscheülich leben mit eben den desbauchen (Ausschweifungen) zu Paris geführt.“
Später versöhnte sich Bentinck mit König Wilhelm, der im März 1702 in seiner Todeskrankheit von ihm rührenden Abschied nahm. Nach Wilhelms Tod zog er sich von allen Geschäften zurück und starb auf seinem Landgut in Buckinghamshire.

## Ehen und Nachkommen
In erster Ehe heiratete er 1678 Anne Villiers († 1688). Mit ihr hatte er fünf Kinder:
- Lady Mary Bentinck (1679–1726), ⚭ (1) 1692 Algernon Capell, 2. Earl of Essex, ⚭ (2) 1714 Sir Conyers Darcy;
- Willem Bentinck (um 1681–1688);
- Henry Bentinck, 1. Duke of Portland (1682–1726) ⚭ 1740 Lady Elizabeth Noel, Tochter des Wriothesley Noel, 2. Earl of Gainsborough;
- Lady Anna Margaretha Bentinck (1683–1763) ⚭ um 1701 Baron Arent van Wassenaer, Herr von Voorschoten und Duvenvoirde;
- Lady Frances Wilhelmina Bentinck (1684–1712) ⚭ 1706 William Byron, 4. Baron Byron;
- Lady Isabella Bentinck (1688–1728) ⚭ 1714 Evelyn Pierrepont, 1. Duke of Kingston upon Hull.

In zweiter Ehe heiratete er 1700 Jane Martha Temple (1672–1751), Witwe des Admirals John Berkeley, 3. Baron Berkeley of Stratton (um 1663–1697). Mit ihr hatte er sechs Kinder:
- Lady Elizabeth Adriana Bentinck († 1765) ⚭ 1720 Rev. Hon. Henry Egerton, Bischof von Hereford;
- Lady Barbara Bentinck († 1736) ⚭ 1734 Francis Godolphin, 2. Baron Godolphin;
- Lady Sophia Bentinck (1701–1741) ⚭ 1729 Henry Grey, 1. Duke of Kent;
- Wilhelm Bentinck, Graf Bentinck (1704–1774) ⚭ 1733 Charlotte Sophie Reichsgräfin von Aldenburg;
- Lady Harriet Bentinck (1705–1792) ⚭ 1728 James Hamilton, 1. Earl of Clanbrassil;
- Hon. Charles John Bentinck (1708–1779) ⚭ 1738 Lady Margaret Cadogan, Tochter des William Cadogan, 1. Earl Cadogan.

Sein Sohn aus erster Ehe, Henry, beerbte ihn 1709 als 2. Earl of Portland und wurde 1716 zum Duke of Portland erhoben. Sein ältester Sohn aus zweiter Ehe, Wilhelm, wurde 1732 zum deutschen Reichsgrafen erhoben.